# حكومة مهاتير محمد السابعة
حكومة مهاتير محمد السابعة هي الحكومة التي شكلها الدكتور مهاتير محمد في ماليزيا بعد غيابه عن السياسة عام 2003، وبعد فوز حزبه في 10 مايو 2018 بالانتخابات وترشحه من مالك ماليزيا ليكون رئيسا للوزارة، ضمن الحكومة التي شكلها في 21 مايو 2018 13 وزيرا وأيضا تم تشكيل مجلس استشاري لأول مرة ليكون مقدما للشمورة للحكومة
"Mahathir sworn in as Malaysia's 7th Prime Minister". The Straits Times. 10 مايو 2018. مؤرشف من الأصل في 2019-09-01. اطلع عليه بتاريخ 2018-05-11.</ref>, is expected to form the full Seventh Mahathir cabinet soon. Initially, he announced that the Cabinet will be composed of 10 key ministries only representing Pakatan Harapan parties, i.e. Malaysian United Indigenous Party (PPBM), People's Justice Party (PKR), Democratic Action Party (DAP) and National Trust Party (AMANAH), as he suggested "to being a small Cabinet" rather than to have "a huge Cabinet". في 21 مايو 2018 قائمة الوزراء تضمن 13 وزير قريبا من التوقعات.

## التركيبة الحكومية

### الاعضاء الكليين
Since 21 May 2018, the Cabinet consisted of the following ministers:
  PPBM (4)
  حزب عدالة الشعب (ماليزيا) (4)
  DAP (4)
  حزب الأمانة الوطني ‏ (3)
| Portfolio                      | Office Bearer                                                      | Party                     | Party                     | Constituency    | Term Start   | Term End  |
| ------------------------------ | ------------------------------------------------------------------ | ------------------------- | ------------------------- | --------------- | ------------ | --------- |
|                                | Prime Minister                                                     | مهاتير محمد               | PPBM                      | Langkawi        | 10 مايو 2018 | Incumbent |
| Wan Azizah.jpg                 | Deputy Prime Minister and Minister of Women and Family Development | Dr. Wan Azizah Wan Ismail | حزب عدالة الشعب (ماليزيا) | Pandan          | 21 May 2018  | Incumbent |
| MALAYSIA_GE13_(8678833366).jpg | Minister of Finance                                                | Lim Guan Eng              | DAP                       | Bagan           | 21 مايو 2018 | Incumbent |
| Azmin MP Kepong.jpg            | Minister of Economic Affairs                                       | Mohamed Azmin Ali         | حزب عدالة الشعب (ماليزيا) | Gombak          | 21 مايو 2018 | Incumbent |
|                                | وزارة الدفاع (ماليزيا)                                             | Mohamad Sabu              | AMANAH                    | Kota Raja       | 21 مايو 2018 | Incumbent |
| MuhyiddinUS.jpg                | وزارة الشؤون الداخلية                                              | Muhyiddin Yassin          | PPBM                      | Pagoh           | 21 مايو 2018 | Incumbent |
|                                | وزارة التعليم                                                      | Dr. Maszlee Malik         | PPBM                      | Simpang Renggam | 21 May 2018  | Incumbent |
|                                | وزارة النقل                                                        | Anthony Loke Siew Fook    | DAP                       | Seremban        | 21 مايو 2018 | Incumbent |
|                                | Minister of Agriculture and Agro-based Industry                    | Salahuddin Ayub           | AMANAH                    | Pulai           | 21 مايو 2018 | Incumbent |
|                                | وزاةرالصحة                                                         | Dr. Dzulkefly Ahmad       | AMANAH                    | Kuala Selangor  | 21 مايو 2018 | Incumbent |
|                                | Ministry of Housing and Local Government                           | Zuraida Kamaruddin        | PKR                       | Ampang          | 21 مايو 2018 | Incumbent |
|                                | وزارة الموارد البشرية                                              | Kulasegaran Murugeson     | DAP                       | Ipoh Barat      | 21 مايو 2018 | Incumbent |
|                                | وزارة التنمية الريفية                                              | Rina Harun                | PPBM                      | Titiwangsa      | 21 مايو 2018 | Incumbent |
|                                | وزارة الاعلام                                                      | Gobind Singh Deo          | DAP                       | Puchong         | 21 مايو 2018 | Incumbent |

### مجلس الشخصيات البارزة
بالإضافة للحكومة، بدات مهاتير محمد بمجلس استشاري أطلق عليه مجلس الشخصيات البارزة (بالإنجليزية Council of Eminent Persons اوAdvisory Council Council of Elders) (بالماليزية: Majlis Penasihat Kerajaan)، والهدف منه تقيدم النصح والاستشارة للحكومة المتعلقة بالاقتصاد والامور المالية خلال الانتقال من فترة العمل الحالية ويتكون المجلس من:
1. وزير المالية الماليزي السابق Daim Zainuddin
2. محافظ بنك نيجارا ماليزيا السابق، Dr. Zeti Akhtar Aziz
3. الاقتصادي الماليزي البارز، Professor Dr. Jomo Kwame Sundaram
4. هونغ كونغ-based Malaysian tycoon, Robert Kuok Hok Nien
5. الرئيس التنفيذي السابق لبتروناس، Mohd Hassan Merican